# Carlo di Rohan-Soubise
Carlo di Rohan-Soubise (Versailles, 16 luglio 1715 – Parigi, 1º luglio 1787) è stato un generale francese fu principe di Soubise, duca di Rohan-Rohan, signore di Roberval e maresciallo di Francia dal 1758.
Era figlio di Jules de Rohan (1697-1724), principe di Soubise, capitano-luogotenente dei gendarmi della guardia del Re, e di Anne Julie Adélaïde de Melun (1698-1724).
Fu uomo di guerra e di governo, essendo stato ministro di due re francesi: Luigi XV e Luigi XVI. Fu maresciallo di Francia dal 1758.
Ultimo discendente maschio del Casato di Rohan, fu anche bisnonno del Duca di Enghien, fatto giustiziare da Napoleone nel 1804.
La famosa Salsa Soubise prende il nome da lui.

## Biografia

### Infanzia

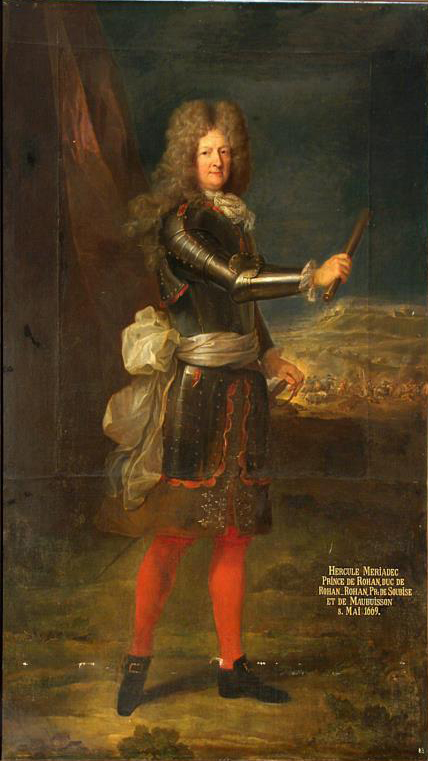
Ritratto di Hercule Mériadec de Rohan-Soubise conservato nel Castello di Sychrov

I suoi genitori morirono a Parigi di vaiolo nel 1724, quando lui aveva solo 9 anni, mentre suo fratello ne aveva solo 7. Fu affidato al nonno Hercule Mériadec de Rohan, che lo allevò a corte ove divenne compagno di Luigi XV, suo coetaneo.

### Primo matrimonio
Nel 1734 Carlo sposò in prime nozze Anne Marie Louise de La Tour d'Auvergne (1722 – 1739), figlia di Emanuele Teodosio de La Tour d'Auvergne (1668 – 1730), duca di Bouillon e d'Albret, e da Anna Maria Cristina de Simiane de Moncha de Gordes (1683 – 1722), dalla quale ebbe due figli.

### Secondi matrimonio

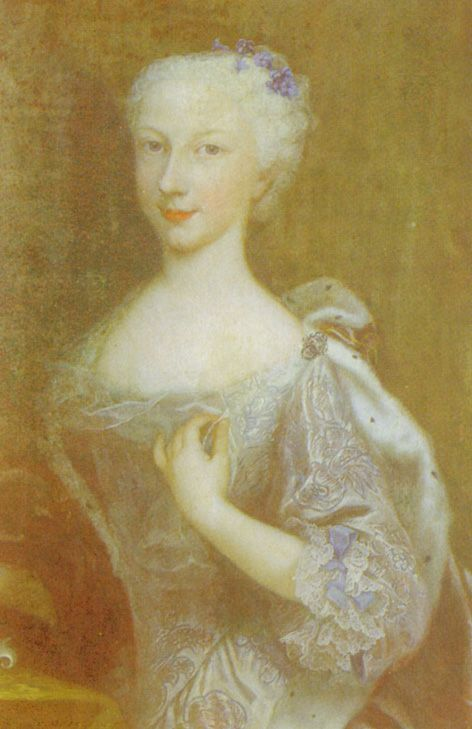
Anna Teresa di Savoia-Carignano ritratta nel 1741

Nel 1742 sposò in seconde nozze Anna Teresa (1717 – 1745), figlia di Vittorio Amedeo I di Savoia-Carignano (1690 – 1741) e Vittoria Francesca di Savoia, dalla quale ebbe una figlia.

### Terzo matrimonio

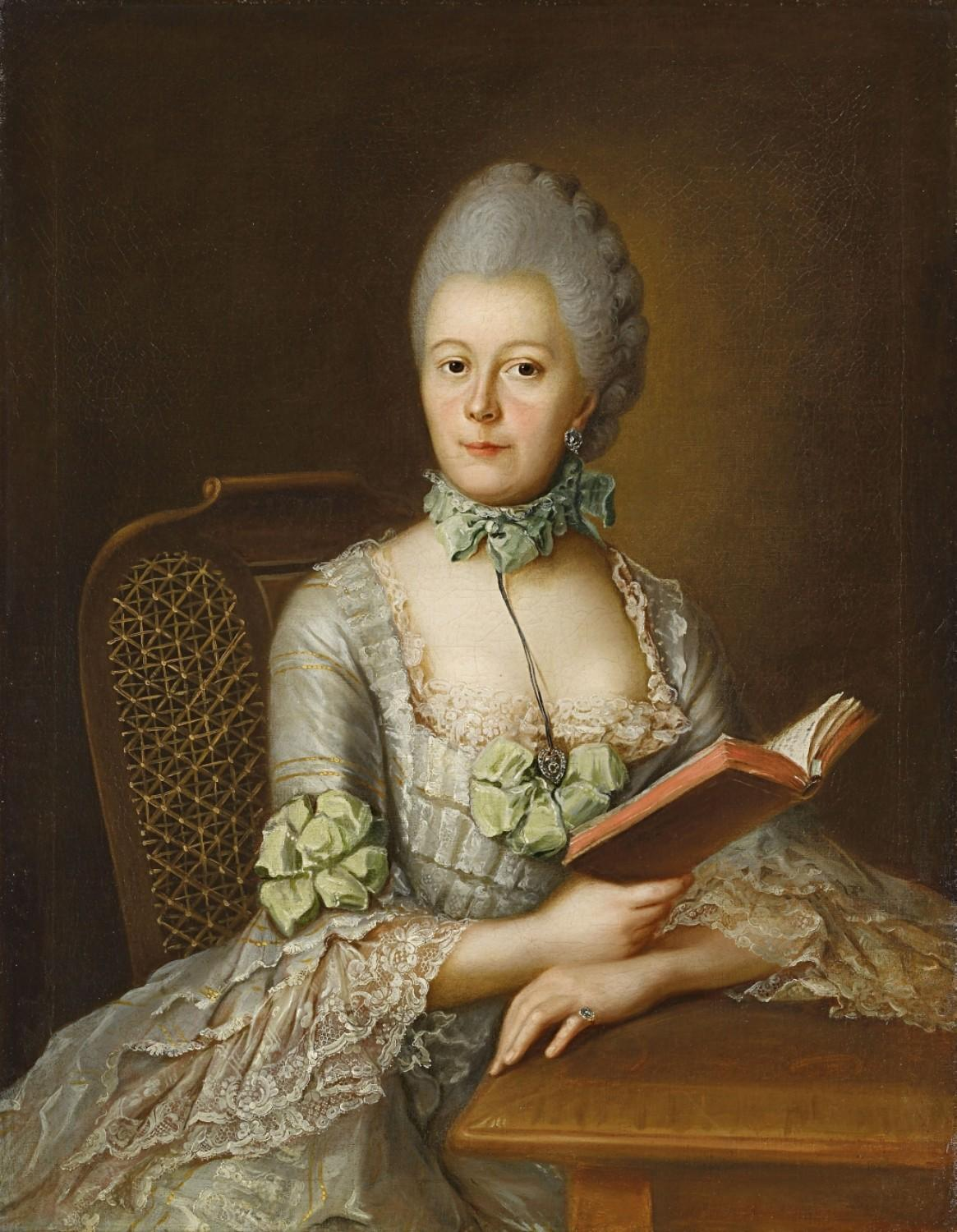
Vittoria d'Assia-Rotenberg ritratta da Johann Heinrich Tischbein il Vecchio nel XVIII secolo

Carlo infine si sposò nel 1745 con Anna Vittoria d'Assia-Rotenburg (1728 – 1792), figlia di Giuseppe d'Assia-Rotenburg, ma non ebbe figli.

### Carriera militare e politica

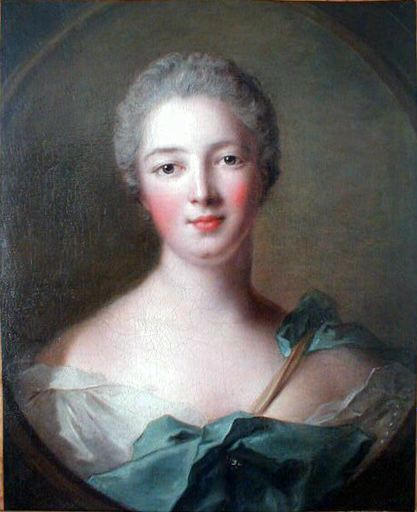
Madame de Pompadour ritratta nel 1748 da Jean-Marc Nattier.

Soubise intraprese una carriera folgorante: "moschettiere grigio" a 17 anni, capitano a 18, brigadiere generale a 25, maresciallo di campo a 28. Aiutante di campo del re Luigi XV e suo intimo amico, protetto da Madame de Pompadour, partecipò alla Battaglia di Fontenoy nel 1745 e fu nominato luogotenente generale nel 1748, un anno prima di ereditare la signoria di Roberval (Oise), Rhuis e Saint-Germain.
Molto attaccato a quella di Roberval, vi intraprese numerosi lavori di abbellimento. In un primo tempo fu nominato da Luigi XV governatore generale delle Fiandre e della Contea di Hainaut, capo e gran balivo di Lilla (1751). In quell'anno si dimise da governatore della Champagne. Nel 1775 Luigi XV lo nominò Ministro di Stato ed assessore del Conseil d'en haut.

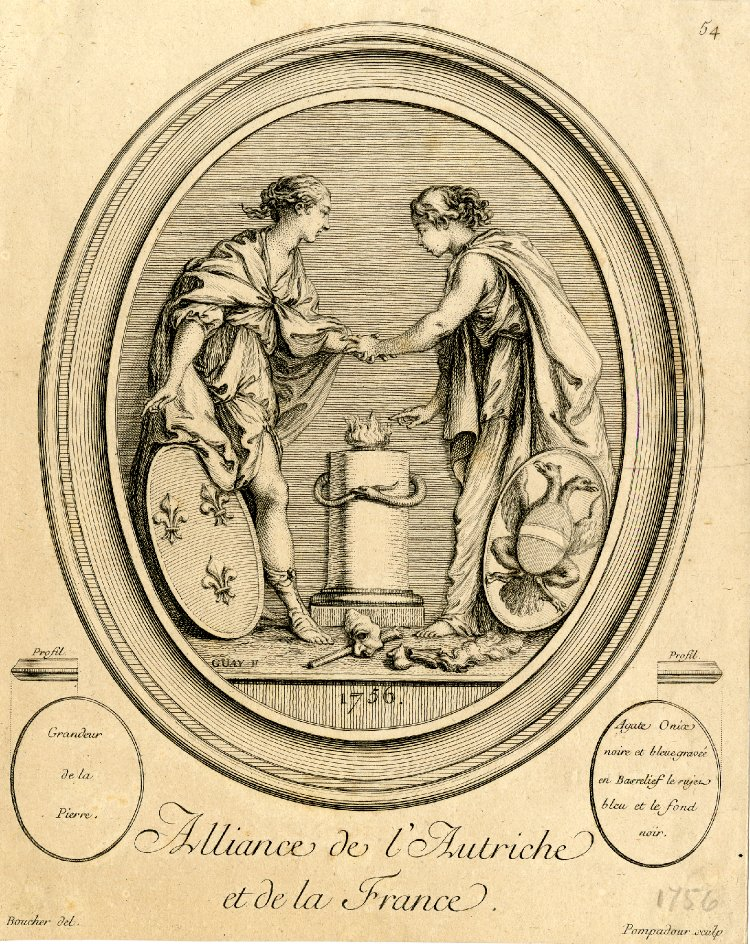
Allegoria dell'Alleanza tra Austria e Francia in seguito al Trattato di Versailles

Nel 1756 l'invasione della Sassonia e quindi della Boemia da parte di Federico II, preoccupato di un attacco austro-russo l'anno seguente, causò a catena l'entrata in guerra francese contro l'ex-alleato, in funzione del trattato di Versailles stipulato pochi mesi prima.
Il Soubise venne inviato in Germania alla testa di una grande armata franco-tedesca, ma fu gravemente sconfitto da Federico nella battaglia di Roßbach nel novembre 1757. Egli si dimostrò incapace di coordinare le proprie truppe sul campo di battaglia e l'annuncio di questa sconfitta fu l'occasione in Francia per farsi beffe del favorito di Madame de Pompadour.

### Ministro di Stato

Madame du Barry, di Élisabeth Vigée Le Brun.

Soubise si prese la rivincita nel 1758 a Sondershausen ed a Lutzelberg, ricevendo per questi fatti d'arme i titoli di Maresciallo di Francia, Ministro di Stato, Pari di Francia, capitano e luogotenente generale delle province della Fiandra e dell'Hainaut. Nel 1761 Soubise comandò l'armata del Reno che contava 110 000 uomini e nel 1762 sconfisse a Joannisberg il Duca di Brunswick-Lüneburg. La Guerra dei sette anni terminò con il trattato di Hubertusburg, che lasciò la Slesia alla Prussia.
Dopo questa guerra Soubise entrò nei favori di Madame du Barry e, protetto dalla favorita del Re, godette di tutti i numerosi benefici di corte. Alla morte di Luigi XV, il suo successore, Luigi XVI lo confermò nella carica di Ministro di Stato.

### Ultimi anni e morte

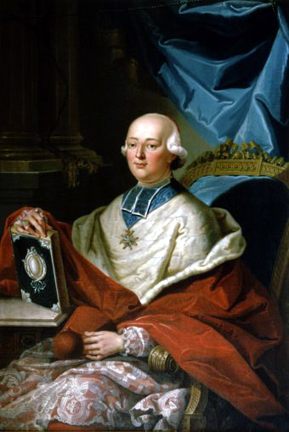
Il cardinale Louis-René-Édouard de Rohan-Guéménée

Dapprima scosso per la bancarotta del genero, il Principe di Guéméné, poi infangato dallo scandalo della collana che coinvolse un altro suo stretto parente, il cugino Cardinale di Rohan, il Principe di Soubise si ritirò dalla vita pubblica e dovette lasciare la carica di Ministro. Morì colpito da apoplessia.
Si era sposato tre volte ed aveva avuto due sole figlie: Madame de Guéméné e Carlotta di Rohan-Soubise, andata sposa a Luigi-Giuseppe di Borbone-Condé, per cui il suo casato si estinse con lui.

## Personalità
Il Principe di Soubise fu uomo di grande coraggio in battaglia, preciso nella disciplina, infaticabile, ma non ebbe sempre una buona visione strategica della guerra e non fu sempre apprezzato dai militari.
Soubise condusse una vita sentimentalmente movimentata. Nel 1734 sposò una bambina di 12 anni (lui ne aveva 19) che perse cinque anni dopo. Nel 1741, all'età di 26 anni, sposò una Principessa di 24 che tuttavia morì di parto quattro anni dopo e sposò infine nel 1745 un'altra principessa. Quest'ultima tuttavia ebbe, come il marito, una vita sentimentale piuttosto libera. Nel 1757 fu arrestata a Tournai per ordine del Re, quando se ne era fuggita con 900 000 lire in diamanti e gioielli per raggiungere il proprio amante. Soubise, esasperato, la rinviò ai genitori di lei con una pensione di 24 000 lire.
Anch'egli tuttavia non fu mai un marito fedele verso le tre spose. Fu un grande seduttore, anche di donne giovanissime: mantenne l'attrice Mademoiselle Guimard, sua amante, nel lusso più sfrenato e Mademoiselle Zacharie divenne tale all'età di 15 anni, quando lui ne aveva già 69.
Il Principe di Soubise fu anche grande bibliofilo. Egli rappresentò bene lo spirito illuminista, come attesta la corrispondenza con Voltaire, che non temeva di passare al principe esemplari di libelli antireligiosi stampati a Ferney.
Soubise era anche un melomane e fu lui a far installare in Francia, nei giardini del castello parigino della Muette, di cui era governatore, il primo padiglione d'orchestra (inventato in Inghilterra da lord Ranelagh).
Quanto alla salsa bianca, a base di cipolle, che porta il suo nome ed è ben nota ai cuochi, fu probabilmente sperimentata a Roberval.
Il suo magnifico palazzo parigino, in rue des Francs-Bourgeois, ospita oggi gli Archivi Nazionali di Francia.

## Discendenza
Dal primo matrimonio tra Carlo e Anne Marie Louise de La Tour d'Auvergne nacquero due figli:
- un figlio (1739 – 1742), Conte di St. Pol
- Carlotta di Rohan-Soubise (1737 – 1760), andata sposa nel 1753 a Luigi Giuseppe, principe di Borbone-Condé (1736 – 1818)

Il Principe di Soubise ebbe da Anna Teresa di Savoia-Carignano, sua seconda moglie una figlia:
- Victoire de Rohan (1743 – 1807), principessa di Maubuisson, che sposò nel 1761 Henri Louis Marie de Rohan, duca di Montbazon (1745 – 1809)

## Ascendenza
|                                      |                                  |                                       | Genitori                             |  |  | Nonni |  |  | Bisnonni             |  |  | Trisnonni            |  |
|                                      |                                  |                                       |                                      |  |  |       |  |  | 8. François de Rohan |  |  | 16. Hercule de Rohan |  |
|                                      |                                  |                                       |                                      |  |  |       |  |  | 8. François de Rohan |  |  | 16. Hercule de Rohan |  |
|                                      |                                  | 17. Marie de Bretagne d'Avaugour      |                                      |  |  |       |  |  | 8. François de Rohan |  |  |                      |  |
| 4. Hercule Mériadec de Rohan-Soubise |                                  |                                       |                                      |  |  |       |  |  | 8. François de Rohan |  |  |                      |  |
|                                      |                                  | 9. Anne de Rohan-Chabot               | 18. Henri Chabot                     |  |  |       |  |  |                      |  |  |                      |  |
|                                      |                                  | 9. Anne de Rohan-Chabot               | 18. Henri Chabot                     |  |  |       |  |  |                      |  |  |                      |  |
|                                      |                                  | 9. Anne de Rohan-Chabot               | 19. Marguerite de Rohan              |  |  |       |  |  |                      |  |  |                      |  |
| 2. Jules de Rohan-Soubise            |                                  | 9. Anne de Rohan-Chabot               |                                      |  |  |       |  |  |                      |  |  |                      |  |
|                                      |                                  | 10. Louis Charles de Lévis            | 20. Charles de Lévis                 |  |  |       |  |  |                      |  |  |                      |  |
|                                      |                                  | 10. Louis Charles de Lévis            | 20. Charles de Lévis                 |  |  |       |  |  |                      |  |  |                      |  |
|                                      |                                  | 10. Louis Charles de Lévis            | 21. Marie de La Guiche               |  |  |       |  |  |                      |  |  |                      |  |
| 5. Anne Geneviève de Lévis           |                                  | 10. Louis Charles de Lévis            |                                      |  |  |       |  |  |                      |  |  |                      |  |
|                                      |                                  | 11. Charlotte de La Mothe-Houdancourt | 22. Philippe de La Mothe Houdancourt |  |  |       |  |  |                      |  |  |                      |  |
|                                      |                                  | 11. Charlotte de La Mothe-Houdancourt | 22. Philippe de La Mothe Houdancourt |  |  |       |  |  |                      |  |  |                      |  |
|                                      |                                  | 11. Charlotte de La Mothe-Houdancourt | 23. Louise de Prie                   |  |  |       |  |  |                      |  |  |                      |  |
| 1. Charles de Rohan-Soubise          |                                  | 11. Charlotte de La Mothe-Houdancourt |                                      |  |  |       |  |  |                      |  |  |                      |  |
|                                      | 12. Alexandre Guillaume de Melun | 24. Guillaume III de Melun            |                                      |  |  |       |  |  |                      |  |  |                      |  |
|                                      | 12. Alexandre Guillaume de Melun | 24. Guillaume III de Melun            |                                      |  |  |       |  |  |                      |  |  |                      |  |
|                                      | 12. Alexandre Guillaume de Melun | 25. Ernestine de Ligne-Arenberg       |                                      |  |  |       |  |  |                      |  |  |                      |  |
| 6. Louis I de Melun                  | 12. Alexandre Guillaume de Melun |                                       |                                      |  |  |       |  |  |                      |  |  |                      |  |
|                                      |                                  | 13. Jeanne Pélagie de Rohan-Chabot    | 26. Henri Chabot (= 18)              |  |  |       |  |  |                      |  |  |                      |  |
|                                      |                                  | 13. Jeanne Pélagie de Rohan-Chabot    | 26. Henri Chabot (= 18)              |  |  |       |  |  |                      |  |  |                      |  |
|                                      |                                  | 13. Jeanne Pélagie de Rohan-Chabot    | 27. Marguerite de Rohan (= 19)       |  |  |       |  |  |                      |  |  |                      |  |
| 3. Anne Julie de Melun               |                                  | 13. Jeanne Pélagie de Rohan-Chabot    |                                      |  |  |       |  |  |                      |  |  |                      |  |
|                                      |                                  | 14. François-Marie de Lorraine        | 28. Charles II de Guise-Lorraine     |  |  |       |  |  |                      |  |  |                      |  |
|                                      |                                  | 14. François-Marie de Lorraine        | 28. Charles II de Guise-Lorraine     |  |  |       |  |  |                      |  |  |                      |  |
|                                      |                                  | 14. François-Marie de Lorraine        | 29. Catherine-Henriette de Bourbon   |  |  |       |  |  |                      |  |  |                      |  |
| 7. Élisabeth-Thérèse de Lorraine     |                                  | 14. François-Marie de Lorraine        |                                      |  |  |       |  |  |                      |  |  |                      |  |
|                                      |                                  | 15. Anne de Lorraine                  | 30. Charles IV de Lorraine           |  |  |       |  |  |                      |  |  |                      |  |
|                                      |                                  | 15. Anne de Lorraine                  | 30. Charles IV de Lorraine           |  |  |       |  |  |                      |  |  |                      |  |
|                                      |                                  | 15. Anne de Lorraine                  | 31. Béatrice de Cusance              |  |  |       |  |  |                      |  |  |                      |  |
|                                      |                                  | 15. Anne de Lorraine                  |                                      |  |  |       |  |  |                      |  |  |                      |  |

## Stemma
| Image | Stemma                                                                                        |
| ----- | --------------------------------------------------------------------------------------------- |
| \| \| | Charles de Rohan Duca di Rohan e Principe di Soubise, Pari di Francia, Maresciallo di Francia |
|       |                                                                                               |